# Paul Chelimo
Paul Kipkemoi Chelimo (Iten, Kenia, 27 de octubre de 1990) es un deportista estadounidense de origen keniano que compite en atletismo, especialista en las carreras de fondo.
Participó en dos Juegos Olímpicos de Verano, obteniendo dos medallas, plata en Río de Janeiro 2016 y bronce en Tokio 2020, en la prueba de 5000 m. Ganó una medalla de bronce en el Campeonato Mundial de Atletismo de 2017, también en los 5000 m.

## Palmarés internacional
| Juegos Olímpicos   | Juegos Olímpicos        | Juegos Olímpicos  | Juegos Olímpicos |
| Año                | Lugar                   | Medalla           | Prueba           |
| ------------------ | ----------------------- | ----------------- | ---------------- |
| 2016               | Río de Janeiro (Brasil) | Medalla de plata  | 5000 m           |
| 2020               | Tokio (Japón)           | Medalla de bronce | 5000 m           |
| Campeonato Mundial |                         |                   |                  |
| Año                | Lugar                   | Medalla           | Prueba           |
| 2017               | Londres (Reino Unido)   | Medalla de bronce | 5000 m           |